# Szürke aszexualitás

Az szürke aszexuális büszkeség zászlója

A szürke aszexualitás vagy szürkeszexualitás (néha hívják egyszerűen szürkének) a szexualitás és az aszexualitás közötti spektrum. Ebbe a spektrumba olyan kifejezések is beletartoznak, mint a demiszexuális, semiszexuális, aszexuális, szexuális. Azokat, akik magukra szürke aszexuálisként gondolnak, gyakran utalnak Gray-A, Grace, vagy Gray Ace néven, célozva rá, hogy ez is az aszexuális esernyő alá tartozik.
A Gray-A csoportba tartozó emberek sokkal inkább az előbb említett spektrum aszexuális oldalához tartoznak. Csak úgy, mint új online közösségek megjelenése, úgy az Asexual Visibility and Education Network [AVEN] (Aszexuális Láthatóság és Oktatási Hálózat) is elkezdett helyet adni a Gray-A embereknek az orientációjuk megvitatására.

## Definíciók
A szürke aszexualitás a szexualitás és aszexualitás közötti szürke területet jelenti, tehát a személy időnként megtapasztalhat szexuális vonzalmat. A Gray-A fogalmát tekinthetjük az aszexuális esernyő egy részeként, vagy az aszexuális spektrumon elhelyezkedőként, beleértve a demiszexualitást. Néha ebbe a spektrumba sorolják a semiszexuális, szexuális, aszexuális fogalmakat.
A Gray Ace spektrumba azon emberek tartoznak, akik "nagyon ritkán, de tapasztalnak szexuális vonzalmat, vagy csak bizonyos körülmények között tapasztalják, vagy a szexuális vonzalom szintje elhanyagolható szintű". Sari Locker, a Teachers College of Columbia University szex-pedagógusa egy Mic interjún azt mondta, "A szürkeszexuálisok úgy érzik, hogy az aszexualitás és a tipikus szexuális érdeklődés közötti szürke területen helyezkednek el."

### Demiszexualitás
Demiszexuálisnak azokat a személyeket hívjuk, akik "átélhetnek szexuális vonzalmat, miután egy erős érzelmi köteléket alakítottak ki valakivel". A demiszexualitás mint fogalom, az AVEN oldalán lett először megfogalmazva 2008-ban. Kezdetben csak néhány ember, majd szép lassan egy egész közösség kezdte használni, magáénak tekinteni a megnevezést. A demiszexualitás és a szürke-szexualitás szorosan kötődik az aszexuális spektrumhoz, az aszexuális esernyő alá eső emberekkel együtt. A Demiszexuális Oktatási Központ azt mondja, " a demiszexuálisok, az aszexuális közösség részének számítanak, mivel az idejük legtöbb részében nem éreznek szexuális vonzalmat. Sok demiszexuális csak egy maroknyi emberhez vonzódik egész életében, vagy csak egyetlen személyhez. Sokan közülük nem érdeklődnek a szexbe sem, szóval sok közös vonásuk van az aszexuálisokkal". A demiszexualitás egyénenként változó, különféle okokból kifolyólag. Az első és legfontosabb ok, hogy a "szoros érzelmi kötelék" különféle értelmezése személyenként eltér. A másik ok, hogy az aszexuális közösségekben gyakran fordul elő, hogy új fogalmat társítanak az emberek az orientációjukhoz az életük során, és az identitás és orientáció változása megszokottnak tekintető. A demiszexuálisoknak bármilyen romantikus orientációjuk lehet, beleértve az aromantikust (nincs romantikus vonzalmuk semmilyen nem iránt), szürke-aromantikus (a szürke terület a romantikus vonzalom érzése és az aromantikus között), demiromantikus (nem érez romantikus vonzalmat, amíg erős érzelmi köteléket nem formál). Amennyiben érez romantikus vonzalmat, az lehet hetero-, homo-, bi-, pán-, vagy poliromantikus.

## Romantikus orientáció
A szürke-aszexuális romantikus orientációját óvatosan kell megközelíteni, mivel a romantikus és szexuális orientációnak nem feltétlenül kell kapcsolódnia. Mialatt néhányan aromantikusak, addig mások lehetnek heteroromantikusak, homoromantikusak, biromantikusak vagy pánromantikusak. Akármelyik romantikus orientációról is legyen szó, képesek kapcsolatot kialakítani másokkal.

## Közösség
Az AVEN, csak úgy, mint a Tumblr blogoló weboldal, utat ad a Gray-A-knak, hogy elfogadást találjanak a közösségeikben. A szürke-szexuálisok általában eltérő tapasztalataik vannak a szexuális vonzalom terén, így gyakran osztják meg a közösségeken belül a megállapításaikat a spektrum többi tagjával. Az aszexuális zászló négy színből tevődik össze (fekete, szürke, fehér, lila). A fekete szín magát az aszexualitást, a szürke a "szürke"(a)- és demiszexualitást (egyesek szerint a szexualitás és az aszexualitás közti átmenetet), a fehér a szexualitást (egyesek szerint a szexuális partnereket és támogatókat/szövetségeseket), míg a lila a közösséget szimbolizálja. 2010-ben lett ez a kombináció szavazás alapján kiválasztva és használatba helyezve. 

## Kutatás
A szürke aszexualitás viszonylag új az egyetemi kutatásoknak és a hétköznapi beszédtémáknak. Volt, azonban néhány eset, ahol a szürke szexualitást kutatták, mint spektrumot, úgy, mint a Columbia Egyetemről Caroline H. McClave-nek tanulmányban. McClave a szürke-aszexuális személyeket úgy definiálta, mint "olyan emberek, akik megtapasztaltak szexuális vonzalmat, azonban a nem-szexuális aktivitásokat jobban preferálják". Továbbá, olyan különféle demográfiai és viselkedésmódbeli változókat használt korábbi tanulmányokból, amivel képes volt rámutatni az aszexuális és szexuális emberek közötti jelentős különbségekre, rendre, hogy "felbecsülhessük az értékét" a definíciójának a szürke aszexualitásról.

## Bibliográfia
- Bogaert, Anthony F. (2012). Understanding Asexuality Rowman & Littlefield. ISBN 9781442201002
- Cerankowski, Karli June; Milks, Megan (2014). Asexualities: Feminist and Queer Perspectives Routledge ISBN 9781134692538
- Weinberg, Thomas S.; Newmahr, Staci D. (2015). Selves, Simbols and Sexualities: An Interactionist Anthology SAGE Publications, Ins. ISBN 9781452276656